# Limnocharis laforestii
Limnocharis laforestii, jedna od dviju priznatih vrsta jednosupnica iz roda močvarna draga  (Limnocharis), porodica žabočunovki (Alismataceae).
Vrsta je raširena od Meksika preko tropske Amerike do sjeveroistočne Argentine. Geofit s rizomom, vodena trajnica.

## Sinonimi
- Limnocharis flava var. minor Micheli